# Law & Order (seizoen 4)
Dit artikel vat het vierde seizoen van Law & Order samen.

## Hoofdrollen
- Jerry Orbach - hoofdrechercheur Lennie Briscoe
- Chris Noth - rechercheur Mike Logan
- S. Epatha Merkerson - inspecteur Anita Van Buren
- Michael Moriarty - eerste hulpofficier van justitie Ben Stone
- Jill Hennessy - hulpofficier van justitie Claire Kincaid
- Steven Hill - officier van justitie Adam Schiff

## Terugkerende rollen
- Carolyn McCormick - dr. Elizabeth Olivet
- Leslie Hendrix - dr. Elizabeth Rodgers
- John Fiore - rechercheur Tony Profaci
- Ben Hammer - rechter Herman Mooney
- Susan Blommaert - rechter Rebecca Steinman
- Doris Belack - als rechter Margaret Barry
- David Lipman - rechter Morris Torledsky

## Afleveringen
| Aflevering | Titel                    | Regisseur          | Schrijver                               | Uitzenddatum      | Selectie gastrollen |
| --- | ------------------------ | ------------------ | --------------------------------------- | ----------------- | --- |
| 1. | Sweeps                   | James Frawley      | Craig McNeer Robert Nathan              | 15 september 1993 | Robert Klein - Rick Mason David Krumholtz - Scotty Fisher Alexandra Gersten - Sarah Fisher Steve Ryan - Sid Fisher |
| Wanneer Dr. Joseph Vinton, een veroordeelde kindermisbruiker, wordt vermoord tijdens een talkshow gaan Logan en Briscoe op onderzoek uit. Zij vinden de dader al snel, het is de vader van het misbruikte kind, Sid Fisher. Het blijkt dat de presentator van de talkshow, Mason, niet brandschoon is hierin. Hij blijkt opzettelijk buiten medeweten van de kindermisbruiker om de geestelijk labiele vader naar de show te hebben gelokt om een gewelddadige confrontatie uit te lokken. Als blijkt dat Mason regelmatig gasten via dit soort onverwachte confrontaties in de val lokt om zo hogere kijkcijfers te krijgen, besluit Stone om behalve de vader ook Mason te vervolgen. De vader krijgt 8 tot 25 jaar gevangenisstraf opgelegd wegens doodslag, maar Mason krijgt 18 maanden celstraf wegens dood door schuld. |                          |                    |                                         |                   | |
| 2. | Volunteers               | James Quinn        | René Balcer                             | 29 september 1993 | Nicolas Coster - Reid Mullen Kent Broadhurst - dr. Creighton Stephen Mendillo - Leon Prosky Denis O'Hare - Harold Morrissey Joan Copeland - rechter Rebecca Stein Sully Boyar - rechter Sirkin                                  |
| Wanneer een agressieve dakloze man bijna doodgeslagen wordt gevonden in een steeg die hij zijn thuis noemt, gaan Logan en Briscoe op onderzoek uit. Zij verdenken een aantal bewoners die in het appartementencomplex wonen langs de steeg. Stone wil gaan proberen om deze bewoners voor het gerecht te brengen op verdenking van poging tot moord. Dit wordt nog zwaar omdat de publieke opinie tegen hem is. |                          |                    |                                         |                   | |
| 3. | Discord                  | Ed Sherin          | Michael S. Chernuchin                   | 6 oktober 1993    | Cynthia Harris - Adele Diamond Lucy Deakins - Julia Wood Sebastian Roché - Clarence Carmichael / 'C Square' Avi Hoffman - Teddy Fred J. Scollay - rechter Barsky                                                                |
| Wanneer de studente Julia Wood een aanklacht indient tegen de bekende rockster C Square wegens verkrachting, gaan Logan en Briscoe op onderzoek uit. C Square verklaart dat zij seks hebben gehad maar dat dit met instemming van haar is gebeurd. Als zij gaan graven in het verleden van C Square komen zij erachter dat hij niet zo braaf is geweest als hij beweert. Tijdens de rechtszaak brengt Kincaid de zaak en de werkrelatie met Stone in gevaar. |                          |                    |                                         |                   | |
| 4. | Profile                  | E.W. Swackhamer    | Gordon Rayfield                         | 13 oktober 1993   | Joe Seneca - Lionel Jackson Cecilia Hart - Mary Bradley Bruce Katzman - Allen Bradley Brian Davies - dr. Rheinhold Bishop James Earl Jones - Horace McCoy Lynn Cohen - rechter Elizabeth Mizener                                |
| Wanneer er een aantal Afro-Amerikaanse buurtbewoners in een wijk worden vermoord gaan Logan en Briscoe op onderzoek uit. Zij komen uit bij een racist uit die beweerd dat hij dit gedaan heeft omdat hij vindt dat deze soort mensen niet in zijn buurt thuis horen. Stone komt voor een verrassing te staan als hij merkt dat de advocaat van de verdachte zelf een Afro-Amerikaan is. |                          |                    |                                         |                   | |
| 5. | Black Tie                | Arthur W. Forney   | Walon Green Michael S. Chernuchin       | 20 oktober 1993   | Caroline Lagerfelt - Danielle Keyes Viveca Lindfors - Helga Holtz John McMartin - Webber Beverly Johnson - Marcela Hudson Leick - Kathy Rogers                                                                                  |
| Wanneer de rijke Jonathan Keyes dood gevonden wordt in zijn huis dan krijgt de politie een anoniem telefoontje dat hij vermoord is. Logan en Briscoe gaan naar de woning en willen een autopsie laten uitvoeren op Keyes maar ondervinden tegenwerking van de weduwe en haar advocaat. Tegen de tijd dat de patholoog het lichaam kan onderzoeken komt deze erachter dat het lichaam al gebalsemd is, wat het onderzoek moeilijk maakt. De patholoog kan nu niet anders aangeven dan dat het een natuurlijke dood was, en al wordt er bewijsmateriaal gevonden dat het moord was wordt het moeilijk voor Stone om dit voor de rechtbank te brengen. Dit omdat het bewijsmateriaal op een mogelijk illegale manier verkregen is. |                          |                    |                                         |                   | |
| 6. | Pride and Joy            | Gilbert Shilton    | Edward Pomerantz Robert Nathan          | 27 oktober 1993   | Pamela Payton-Wright - Katherine McKinnon Gabriel Olds - Sean MacKinnon Lauren Ambrose - Maureen McKinnon Paul Collins - Roger Easton                                                                                           |
| Wanneer conciërge Frank van een appartementencomplex vermoord wordt gevonden in de kelder waar hij werkt en woont dan denken Logan en Briscoe meteen aan een inbraak die verkeerd afgelopen is. Dan komt ineens de verdenking op Sean, de zoon van de conciërge, en Dr. Olivet onderzoekt hem en komt tot de conclusie dat hij een sociopaat is die zijn vader mishandelde uit schaamte omdat deze een conciërge is terwijl Sean aan Princeton was toegelaten. Dan verklaart de vrouw van Frank ineens dat hij zijn gezin al jarenlang lichamelijk mishandelde en nu wil Stone achterhalen wie de waarheid vertelt. In de rechtszaal blijkt uit de verklaring van de zus en oom van de verdachte dat de moeder liegt, en Stone ontmaskert moeder en zoon genadeloos. Shane wordt veroordeeld en hulp OvJ Claire Kincaid meimert bij het weggaan dat Sean als hij 10 maanden had gewacht het huis uit was gegaan en ze hier niet hadden gestaan. Stone denkt er anders over; Sean was een sociopaat en een tijdbom, en als het niet zijn vader was zou iemand anders wel het slachtoffer zijn geworden. Zelfs Princeton kan niet tegen zoveel woede op. |                          |                    |                                         |                   | |
| 7. | Apocrypha                | Gabrielle Beaumont | Michael S. Chernuchin                   | 3 november 1993   | Lawrence Pressman - Nicholas Burke Bibi Besch - Margaret Berman Ted Sorel - Louise Gruman Patrick Collins - Ned Hughes Sam Robards - Daniel Hendricks Joyce Ebert - mrs. Hendricks                                              |
| Wanneer er een bom ontploft in een parkeergarage dan gaan Logan en Briscoe op onderzoek uit. Er is één dode gevallen en zij ontdekken dat de vrouwelijke slachtoffer ook de dader was. Na onderzoek naar de dode komen zij erachter dat zij lid was van de sekte The Acherusian Temple en sterk onder invloed was van de leider Daniel Hendricks en dat hij haar zo heeft gehersenspoeld heeft zodat zij de bom heeft geplaatst. Nu moet Stone het alleen nog bewijzen voor de rechtbank wat op gespannen voet staat met vrijheid van godsdienst. De sekteleider blijkt te geloven dat hij de nieuwe Messias is en houdt zijn volgelingen, die zijn proces ook bijwonen, met angst en dweperij in onder controle. Stone weet hem niet alleen veroordeeld te krijgen voor moord en wederrechtelijke vrijheidsberoving, maar slaat als Bijbel kennende katholiek hem met de Bijbel om de oren door hem een valse profeet te noemen. Hendricks laat dit niet op zich zitten en produceert stigmata. De dag erna worden Stone en de politie gebeld: vier van Hendricks volgelingen hebben samen zelfmoord gepleegd. |                          |                    |                                         |                   | |
| 8. | American Dream           | Constantine Makris | Sibyl Gardner                           | 9 november 1993   | Željko Ivanek - Phillip Swann Scott Sowers - Billy Doyle Mark Tymchyshyn - Chip Rafferty Sophie Hayden - Beverly Dorfman Bernie McInerney - rechter Michael Callahan                                                            |
| Er wordt een lichaam gevonden bij grondwerkzaamheden op een bouwlocatie. Het lichaam wordt geïdentificeerd en het blijkt om iemand te gaan die al jaren werd vermist en er was aangenomen dat hij jaren geleden vermoord was. Deze gebeurtenissen betekent problemen voor Stone die de vermoedelijke dader, Phillip Swann, veertien jaar geleden hiervoor veroordeeld heeft. Swann wil de rechtbank overhalen om een nieuw rechtszaak aan te spannen vanwege veranderde feiten over de moord. Dit omdat het lichaam ergens anders is gevonden als toen bewezen werd. De rechtbank geeft Swann gelijk en nu beginnen de problemen voor Stone pas echt en moet alles uit de kast halen om het gevecht aan te gaan. |                          |                    |                                         |                   | |
| 9. | Born Bad                 | Fred Gerber        | Michael S. Chernuchin Sally Nemeth      | 16 november 1993  | Maria Tucci - Helen Brolin Wil Horneff - Chris Pollit Melissa Fraser Brown - Tracy Pollit Helen Gallagher - Flo Bishop |
| Wanneer de tiener Chris Pollit een andere jongen doodslaat, dan wil de advocaat van Pollit hem niet schuldig laten verklaren door een genetisch defect. De advocaat verklaart dat Pollit meer geweld pleegt omdat hij een extra Y-chromosoom heeft. Nu is aan Stone om dit als een fabel af te doen en haalt hem voor de rechter. |                          |                    |                                         |                   | |
| 10. | The Pursuit of Happiness | Dann Florek        | Morgan Gendel Robert Nathan             | 1 december 1993   | Faith Prince - mrs. Farrell Bruce Altman - Tom Morrison Jesse Corti - Alex Nunez Bill Marcus - Phil Guardino Peter Van Wagner - Stan Feldman                                                                                    |
| Wanneer Billy Cooper vermoord wordt gevonden op zijn werk in een vleesverwerkingsbedrijf dan gaan Logan en Briscoe op onderzoek uit. Zij zetten al snel hun pijlen op de weduwe, een emigrante uit Rusland, die met Cooper is getrouwd op de hoop op een beter leven in Amerika. Zij was echter verliefd geworden op een collega en wilde nu van haar man scheiden maar deze dreigde regelmatig om haar terug te sturen naar Rusland. |                          |                    |                                         |                   | |
| 11. | Golden Years             | Helaine Head       | Doug Palau                              | 5 januari 1994    | Jan Miner - Edna Hodge Julie Dretzin - Laura Bauer Frederica Meister - Eileen Bauer Tovah Feldshuh - Danielle Melnick Denise Hernandez - Maria Gonzalez                                                                         |
| Wanneer de 82-jarige Mildred Bauer dood gevonden wordt in haar appartement dan gaan Logan en Briscoe op onderzoek uit. De verdenking valt op de verzorgster Maria en haar vriend op de dood van Bauer, zij verdenken haar dat zij Bauer heeft laten verhongeren. Maria verklaart dat de kleindochter van Bauer, Laura, haar de instructies heeft gegeven om haar te verhongeren en nu komt de verdenking op Laura te liggen. Stone wil nu Laura aanklagen voor verwaarlozing van haar oma. |                          |                    |                                         |                   | |
| 12. | Snatched                 | Constantine Makris | Walon Green René Balcer                 | 12 januari 1994   | Theodore Bikel - Sol Bregman Reg Rogers - Jason Bregman Vyto Ruginis - Shep Watson Leo Burmester - Lester Hastings John Newton - rechter Eric Caffey Gerry Becker - rechter Derrick                                             |
| Nadat Sol Bregman werd gearresteerd toen hij losgeld wilde betalen voor zijn ontvoerde zoon gaan Logan en Briscoe op zoek naar de zoon, Jason. Zij proberen om de vader, een persoonlijke vriend van Adam Schiff, te stoppen om met het onderzoek te bemoeien. Als uiteindelijk Jason wordt gevonden komen zij tot het vermoeden dat hij de ontvoering in scène heeft gezet om geld los te krijgen van zijn vader. |                          |                    |                                         |                   | |
| 13. | Breeder                  | Arthur W. Forney   | Michael S. Chernuchin René Balcer       | 19 januari 1994   | Angie Phillips - Debra Elkins Judson Mills - Stephen Shaw Deirdre O'Connell - Jane Schuman Ann Dowd - Dorothy Baxter |
| Debra Elkins verklaart in het ziekenhuis dat zij flauwgevallen is in een taxi nadat zij bevallen is van een kind en dat de baby vermist wordt. Logan en Briscoe gaan op zoek naar de baby en vinden hem als snel in een hotel bij de vriend, Steven Shaw van Elkins, Shaw verklaart dat hij de baby heeft op verzoek van Elkins. Het verdere onderzoek brengt naar boven dat drie stellen beloofd is dat zij de baby mochten adopteren maar het lijkt dat Elkins de baby aan niemand wilde geven. Zij deed de belofte alleen om hun geld afhandig te maken en Stone wil nu het stel voor de rechter brengen voor deze oplichting, maar hij krijgt het hier nog moeilijk mee omdat Shaw een advocaatopleiding heeft gehad en precies weet hoe de wet werkt. |                          |                    |                                         |                   | |
| 14. | Censure                  | Ed Sherin          | William N. Fordes                       | 2 februari 1994   | David Groh - rechter Joel Thayer Lee Bryant - Melissa Thayer George Grizzard - Arthur Gold Roberta Wallach - Michele Selig Kip Niven - Dan Rudman Jane Kaczmarek - Janet Rudman Janna Silver-Smith - Laura Rudman               |
| Wanneer het onderzoek naar bedreiging van een vijfjarige kind leidt naar de rechter Thayer waar Kincaid voor heeft gewerkt en een verhouding mee gehad heeft vraagt zij aan Stone om haar van de zaak te halen. Als Thayer voor de rechter wordt gebracht dan insinueert hij dat Kincaid hem expres heeft laten aanwijzen door een getuige vanwege hun relatie in het verleden. |                          |                    |                                         |                   | |
| 15. | Kids                     | Don Scardino       | Michael Harbert Robert Nathan           | 9 februari 1994   | Philip Bosco - Gordon Schell Danny Gerard - Billy Wojak Robert Hogan - Ted Parker Eric Alperin - Kevin Parker Guillermo Diaz - Juan Domingo                                                                                     |
| Wanneer de veertienjarige Angel Ramirez wordt doodgeschoten op straat terwijl hij met twee vrienden stond te praten gaan Logan en Briscoe op onderzoek uit. Het onderzoek komt uit bij een lokale wapenhandelaar, Juan Domingo, en zij komen erachter dat Domingo pas het doelwit was van een moordaanslag waarbij een tiener verlamd bij raakte. Briscoe komt in een onplezierige situatie als blijkt dat een zoon van zijn vroegere vriend, Kevin Parker hoofdverdachte wordt voor de moord op Ramirez. |                          |                    |                                         |                   | |
| 16. | Big Bang                 | Dann Florek        | Ed Zuckerman                            | 2 maart 1994      | Randle Mell - Max Weiss Ellen Lancaster - Alice Weiss Jennifer Van Dyck - Shelly Conners Bill Moor - Bill Patton Harris Yulin - Edward Manning Karen Sillas - Cynthia Thomas                                                    |
| Een vrouw komt om door een bombrief en Logan en Briscoe worden op het onderzoek gezet. Het onderzoek komt uit bij een research twist tussen haar ex-man, een belangrijk researcher, en een jongere researcher die zich bedonderd voelt. |                          |                    |                                         |                   | |
| 17. | Mayhem                   | James Quinn        | Michael S. Chernuchin Walon Green       | 9 maart 1994      | Tom Riis Farrell - Scott Hexter Kathrine Narducci - Louisa D'Angelo Joyce Reehling - Mildred Kaskel Jack Hallett - Bauer Alice Drummond - Zelda Shae D'Lyn - Dory Robin Tunney - Jill Templeton Victor Colicchio - Omar Cabezas |
| Logan en Briscoe krijgen drie ongerelateerde moorden in één dienst: een doodgeschoten acteur in zijn auto, een vrouw die haar overspelige man doodt en een winkeleigenaar die vermoord wordt tijdens een overval. Zij hebben hier hun handen vol aan en moeten alle zeilen bijzetten om dit allemaal op te lossen. |                          |                    |                                         |                   | |
| 18. | Wager                    | Ed Sherin          | Michael S. Chernuchin Harvey Solomon    | 30 maart 1994     | Richard Libertini - Vince Malik Yoba - Pat Williams Karen Williams - mrs. Williams Ray Aranha - dr. Henry 'Papa Doc' Doirnell Steve Harris - Joey 'Dogs' Lang Zakes Mokae - Edgar Barkley                                       |
| Logan en Briscoe weten het bijna zeker dat de moord op de vader van een bekende atleet is gerelateerd naar illegaal gokken en dat de familie geen schuld heeft. Maar dan blijkt ineens dat de alibi van de zoon niet standhoud en het eindigt dat hij de belangrijkste verdachte wordt. |                          |                    |                                         |                   | |
| 19. | Sanctuary                | Arthur W. Forney   | Michael S. Chernuchin William N. Fordes | 13 april 1994     | Lorraine Toussaint - Shambala Green Tony Todd - dominee Ott Michael Constantine - Joshua Berger Beatrice Winde - Corina Roberts Damon Saleem - Daryl Johnson                                                                    |
| Een Joodse man rijdt een zwart kind dood in Harlem en rijdt dan door, hij krijgt een lichte straf omdat hij er spijt van heeft, zichzelf heeft aangegeven, en bekent door te hebben gereden uit angst omdat Harlem gevaarlijk is. De zwarte gemeenschap is hier laaiend over en tijdens de rellen die hierdoor ontstaan wordt een onschuldige blanke vermoord; hij wordt op brute wijze met vuisten doodgeslagen. De advocate van de moordenaar voert ter verdediging aan dat de jongen zich liet meeslepen door de groepsdruk in de collectieve verontwaardiging. Ook wordt de raskaart uitgespeeld, vooral de vermeende ongelijke behandeling van de twee zaken (blanke moordenaar krijgt een werkstraf, zwarte moordenaar krijgt gevangenisstraf). De jury komt er niet uit en de rechter verklaart een 'mistrial', hetgeen betekent dat de rechtszaak niet kan worden afgesloten en daarom beëindigd wordt. Stone kan de verdachte nogmaals vervolgen maar zijn baas laat dit tot zijn grote woede niet toe; de zaak ligt politiek te gevoelig. Woedend beent Stone de kamer uit en zinspeelt op zijn ontslag. |                          |                    |                                         |                   | |
| 20. | Nurture                  | Jace Alexander     | Paris Qualles Ed Zuckerman              | 4 mei 1994        | Christine Baranski - Rose Siegal Stephi Lineburg - Wendy Sylvester Lisa Eichhorn - Arnette Fenady Camryn Manheim - Beatrice Hines Madeline Lee Gilford - rechter Alice Connors                                                  |
| Logan en Briscoe onderzoeken een verdwijning van een kind, het betreft een pleegkind van een pleegmoeder die het kind verwaarloost en wiens vriend het kind slaat. Zij vinden het kind bij een liefhebbende maar gestoorde vrouw die beweert dat zij het kind meegenomen heeft uit liefde voor het kind. Stone besluit toch om de vrouw te vervolgen voor ontvoering. Aanvankelijk wil hij de vrouw ontoerekeningsvatbaar laten verklaren maar daar steekt haar advocaat een stokje voor; zij wil namelijk ook de ondoelmatigheid van de Kinderbescherming aan de kaak stellen. Stone ziet dan geen keus een strafrechtelijke procedure in te stellen, want kinderen mogen volgens de wet niet zonder meer aan ouderlijk gezag worden onttrokken. Het kind pleegt als getuige echter meineed om de vrouw te beschermen, en het wordt pijnlijk duidelijk dat de kinderbescherming niet in staat is het kind te beschermen. De vrouw wordt niet alleen vrijgesproken maar waagt het nadien zelfs voogdij over het kind op te eisen. Het droge commentaar van Stone hierop is dat hij hoopt dat ze dan maar een goede moeder moge zijn. |                          |                    |                                         |                   | |
| 21. | Doubles                  | Ed Sherin          | Michael S. Chernuchin René Balcer       | 18 mei 1994       | John Heard - Mitch Burke Stacey Moseley - Korey Burke Ron Orbach - Max Hellman Allison Dunbar - Allison Marissa Hall Holt McCallany - Marc Kenner                                                                               |
| Logan en Briscoe onderzoeken een mysterieuze aanval op Korey Burke, een jonge veelbelovende tennisspeelster. Ze breekt haar pols en is 6 maanden uit de running, genoeg om haar professionele tenniscarrière in gevaar te brengen. Eerst neemt de politie een stalkende fan op de korrel (een verwijzing naar de mesaanval op Monica Seles), maar vervolgens onderzoeken gaat hun aandacht ineens uit naar haar rivaal en vriendin Allison. Marc, het vriendje van Koreys vriendin Allison bekend in opdracht van Allison en voor USD 10,000 Koreys pols te hebben gebroken. Dan blijken aanwijzingen dat Korey met tennis wil stoppen, wat de verdenking op haar vader richt. Als Korey namelijk zelf stopt met tennis worden alle sponsorcontracten ontbonden en verliest de vader zijn inkomsten. Maar als Korey iets overkomt waardoor ze moet stoppen dan is ze de publiekslieveling. Het OM eist het dagboek op om meer over Koreys gevoelens en eventuele motieven van de vader te weten te komen en ontdekken de waarheid hieruit: Korey had zelf het initiatief tot de mishandeling genomen en het geld betaald. Ze was het tennis en de druk van haar vader zat. Beide meisjes en Marc krijgen een werkstraf en Korey heeft haar zin: haar tenniscarrière is over. |                          |                    |                                         |                   | |
| 22. | Old Friends              | James Quinn        | Robert Nathan Joshua Stern              | 25 mei 1994       | Allison Janney - Ann Madsen Victor Slezak - Steven Green Geoff Pierson - OCCB onderzoeker Bob Dishy - Lawrence Weaver John F. Cleary - Paul Crandall                                                                            |
| Wanneer de hoofd van de financiële boekhouding van een babyvoeding fabriek wordt vermoord dan gaan Logan en Briscoe op onderzoek uit. Het onderzoek komt uit bij een connectie tussen de eigenaren van de fabriek en de Russische maffia: het slachtoffer had een lening van de Russische maffia ontdekt, alsmede dat het bedrijf voedselfraude pleegde om dit te kunnen terugbetalen. De zojuist toegetreden CFO blijkt in werkelijkheid prominent lid van de maffia, en had een huurmoordenaar ingezet om het slachtoffer om te brengen. Stone brengt de moordenaar voor de rechtbank maar heeft de grootste moeite met een onwillige getuige: de oprichtster van het bedrijf die vreest voor haar leven. Met dreigementen en beloften krijgt Stone haar zover en de moordenaar achter tralies, maar ze wordt vervolgens bruut vermoord. Stone neemt hierom ontslag als de rechtszaak voorbij is. |                          |                    |                                         |                   | |